# Václav Šára (sochař)

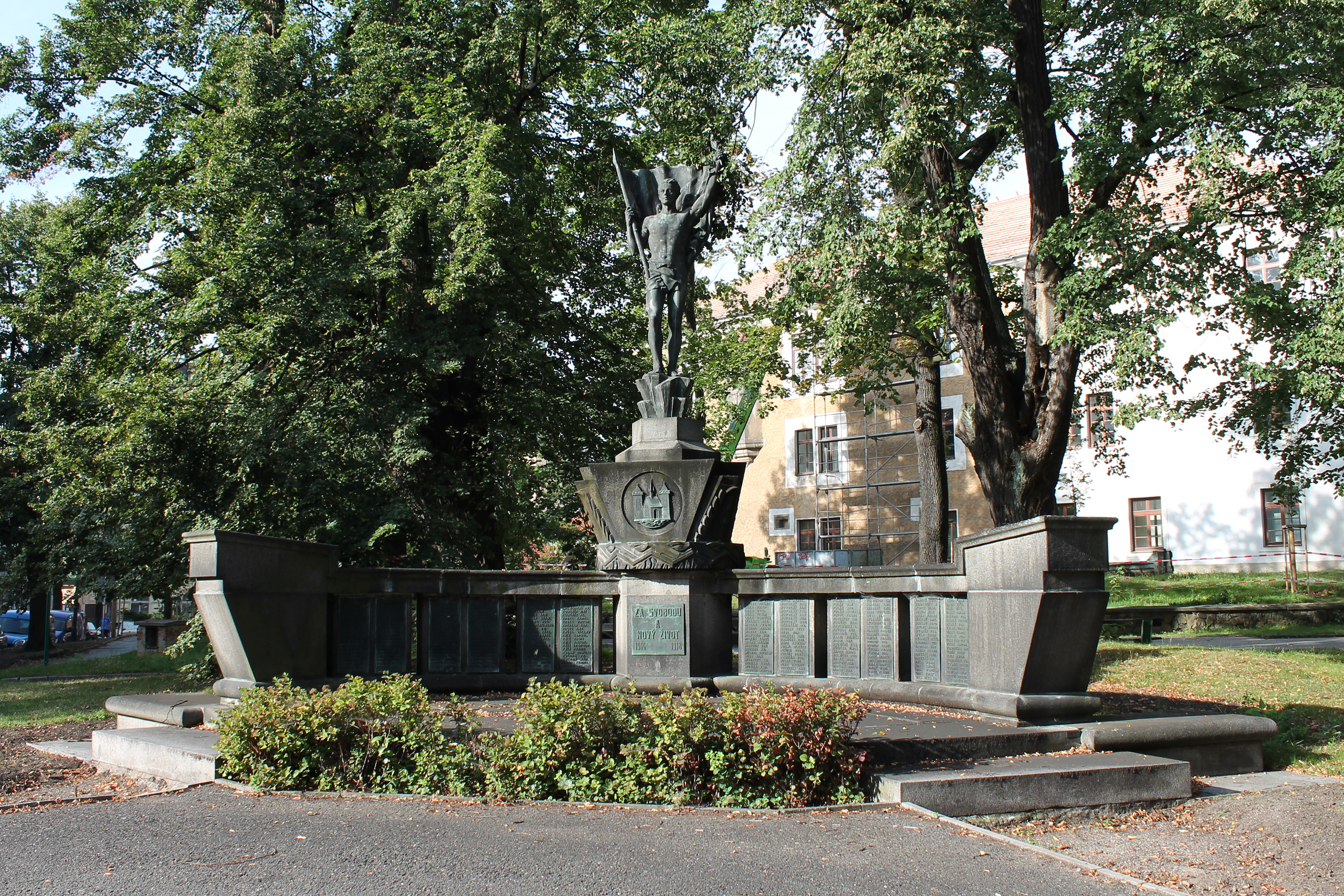
Pomník padlým v první světové válce v Příbrami.

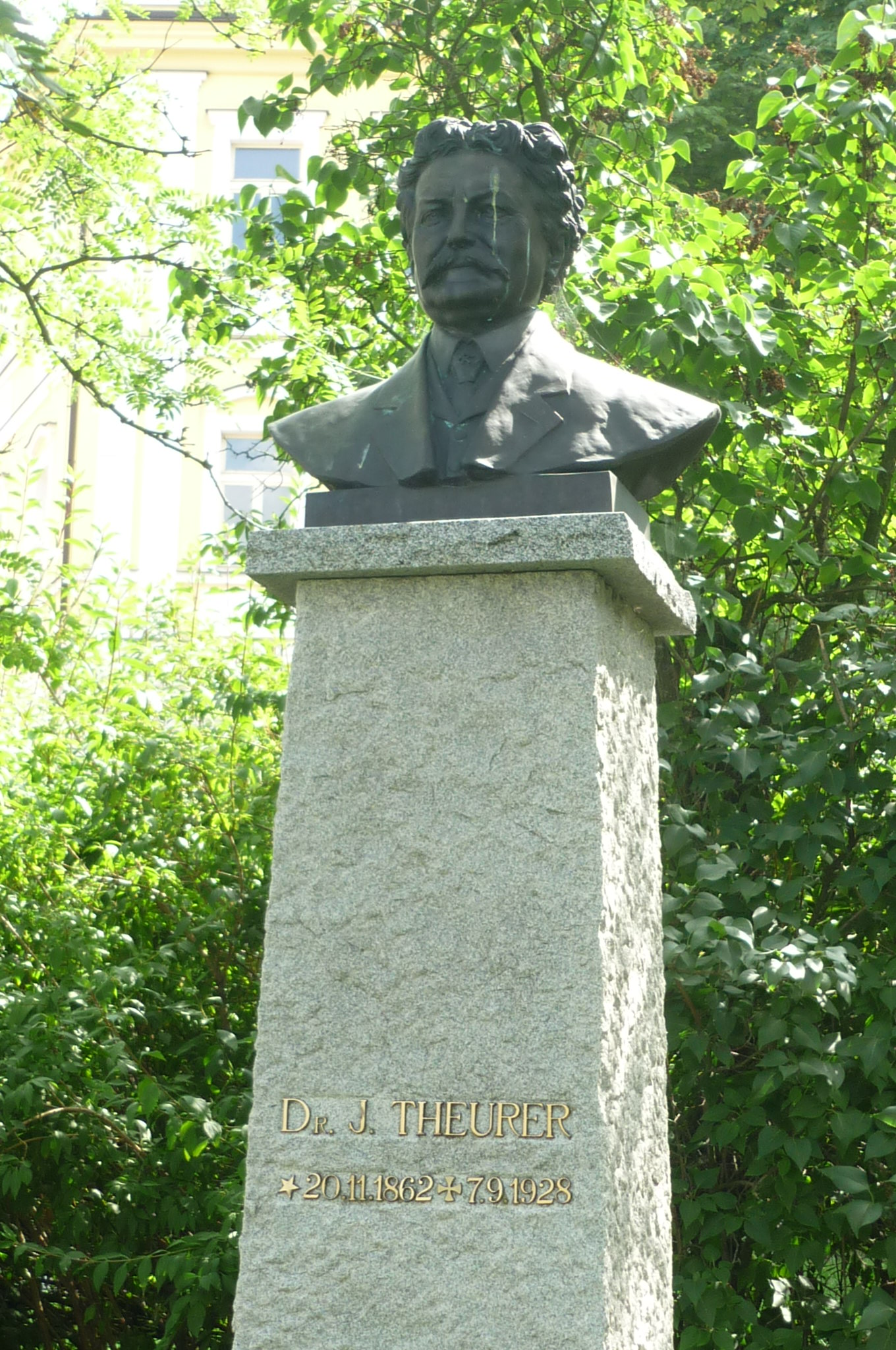
Pomník s bustou Josefa Theurera v Příbrami.

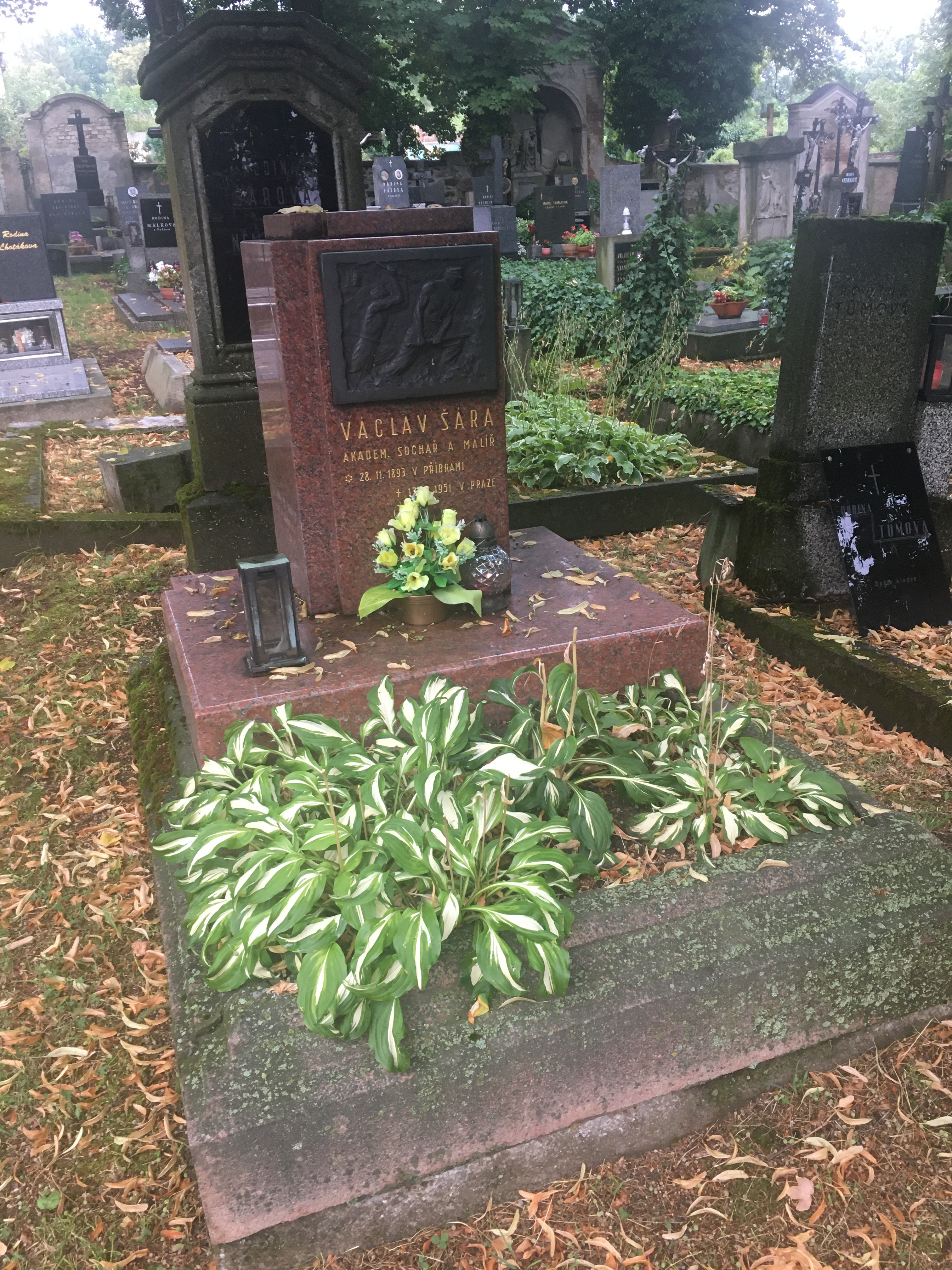
Hrob Václava Šáry v Příbrami

Václav Šára (28. listopadu 1893, Příbram - 17. června 1951, Praha) byl český sochař, malíř a grafik působící v Příbrami a v Praze.

## Život
Pocházel z rodiny příbramského krejčího. Maturoval v roce 1913 na příbramském gymnáziu. Po maturitě studoval na kamenické škole v Hořicích ve třídě profesora Václava Suchomela. Absolvoval v roce 1917. Po první světové válce studoval na pražské Akademii výtvarných umění u profesorů Otakara Španiela a Jana Štursy. Studia dokončil v roce 1921. Sídlil v Praze ale řadu soch realizoval v Příbrami a okolí. V Hornickém muzeu v Příbrami je část expozice věnována jeho dílu (Galerie Karla Hojdena a Václava Šáry. Pochován byl na Městském hřbitově v Příbrami.

## Dílo

### Plastiky
- Dílu Aloise Jiráska, pomník s dvojicí postav z Jiráskovy Filosofské historie, Příbram,
- 1927 – realizace pomníku padlým v první světové válce podle jednoho ze dvou návrhů Jana Kotěry a Jana Štursy z roku 1917,
- pomník padlým Březové Hory,[4]
- pomník padlým Bohutín,[4]
- socha Víra, láska, spravedlnost, Příbram, Svatohorské náměstí,[4]
- čtyři reliéfy s motivy z příbramských dolů,[5]
- sedm bronzových reliéfů na dole Prezident Masaryk v Břežánkách,[4] zbořeno 1972
- busta Josefa Theurera, Příbram,[5]
- 1938 - sousoší Edvarda Beneše a T.G. Masaryka ve Štětí.
- pamětní deska Františka Drtiny na jeho rodném domě v Hněvšíne,[5]
- pamětní deska Karla Domina,[4]
- pamětní deska Josefa Bartoše,[4]
- městský znak, radnice v Příbrami,[4]
- plastická výzdoba kostela v Březových Horách,[4]
- dále je autorem náhrobků, portrétů a drobných plastik.[5]

### Obrazy
Je autorem obrazů s hornickými motivy.

### Pastely
Je autorem pastelů s náměty: karneval, pohádky, tanec a s exotickými náměty.
Dále navrhoval opony a spolkové vlajky.